# Irena Ráček

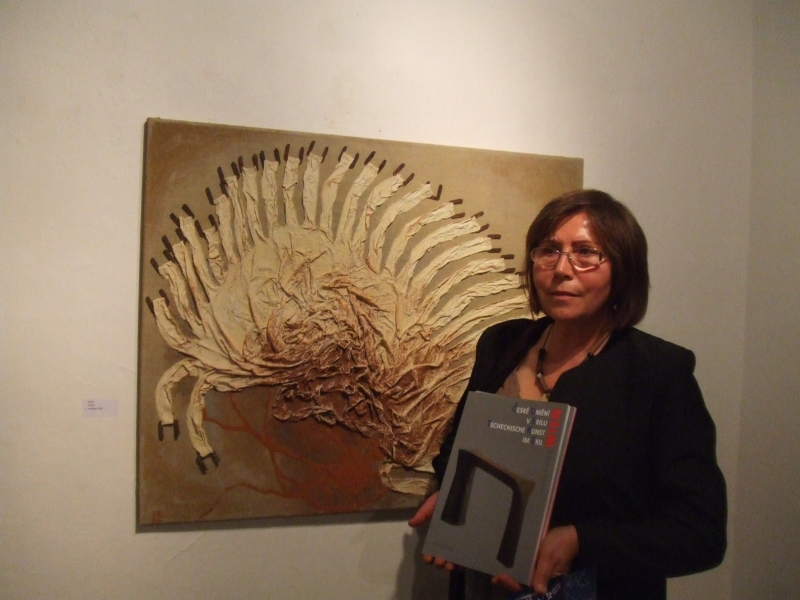
Irena Ráček

Irena Ráček, geboren Čagalová (* 2. April 1948 in Stupné, Tschechoslowakei) ist eine österreichisch-slowakische Malerin, Illustratorin, Kinderbuchautorin, Kunstpädagogin und Kuratorin von Kunst- und Kulturprojekten.

## Leben
Nach der Grundschule absolvierte Ráček 1963 bis 1968 die Kunstgewerbliche Mittelschule in Brünn und in Uherské Hradiště. Nach der russischen Okkupation im Jahr 1968 emigrierte sie mit ihrem Mann aus der Tschechoslowakei nach Österreich. Zuerst lebte und arbeitete sie in Wien, 1978 übersiedelte sie nach Sitzendorf an der Schmida. Sie ist mit dem Schriftsteller Milan Ráček verheiratet. Zwischen 1981 und 1990 organisierte sie gemeinsam mit ihm die Sitzendorfer Kulturtage mit Schwerpunkt Kultur der Nachbarn.

## Künstlerisches Schaffen

### Kinderbücher
- Der tapfere Martin. Verlag Jugend & Volk, München 1973, ISBN 3-8113-1156-5.
- Nikonor der Winterzauberer. Verlag Jugend & Volk, München 1973, ISBN 3-8113-1605-2.
- Gewitter der Welt. Gedichte von Jaroslav Seifert. NÖ Pressehaus, St. Pölten 1984, ISBN 3-85326-734-3.
- Neue Freunde. Breitschopf Verlag, Wien 1989, ISBN 3-7004-0906-0.
- Keltische Märchen. Breitschopf Verlag, Wien 1992, ISBN 3-7004-0196-5.

### Ausstellungen
| 1975 | Palais Lichtenstein/Feldkirch. Galerie der Buchhandlung am Heidenschuss/Wien                                             |
| 1977 | Galleria Montaner/Treviso, Haus der Begegnung/München, DE                                                                |
| 1986 | ›Mythen der Vorzeit‹, Museum für Urgeschichte in Asparn/Niederösterreich                                                 |
| 1991 | Palais Dietrichstein/Brünn, CZ. Galerie am Weinkeller/Wien                                                               |
| 1993 | unterirdische Gänge in Retz, im Rahmen der Landesausstellung auf Schloss Riegersburg/Niederösterreich                    |
| 1996 | Barockschlössl Mistelbach/Niederösterreich                                                                               |
| 1999 | Sommerfestival in Gossam/Niederösterreich                                                                                |
| 2000 | Museum für Moderne Kunst/Prag. Natureum Niederelbe/DE                                                                    |
| 2001 | Kulturní Centrum/Brno, CZ. Galerie Zámek/Buchlovice, CZ                                                                  |
| 2002 | Ausstellung ›Terrea Arte‹ im Rahmen einer Veranstaltung der Europäischen Union in der Slowakischen Vertretung in Brüssel |
| 2006 | Foyer der Urania/Wien |
| 2007 | Landart-Installation im Kunstraum Immendorf/Niederösterreich                                                             |

### Werke
| 1988 | Altarbild für das Priesterseminar in Hollabrunn/Niederösterreich |
| 2003 | Entwurf und Ausführung einer Monumentalskulptur aus Rundholz und gestampfter Erde, das Tor zum Neolithikum in Puch/Niederösterreich (oberhalb der Kreisgrabenanlage Puch) |
| 2004 | Gestaltung von vier drei Meter hohen Wandreliefen im Lehm-Passivhaus der Firma ›Natur und Lehm‹ in Tattendorf/Niederösterreich                                            |
|      | Konzeption und Durchführung des Kunstprojektes ›Höhlenwelten‹ im Rahmen des Weinviertel Festivals/Niederösterreich                                                        |

### Symposien
| 1998–2007 | Teilnahme an internationalen Kunstsymposien im Schloss Wetzdorf/Niederösterreich |
|           | Pöchlarn/Niederösterreich ›Atelier an der Donau‹                                 |
|           | Hodonín/Tschechien ›Kleines Format‹                                              |
|           | Falkenstein/Niederösterreich ›Mut zur Lücke‹                                     |

## Pädagogische Tätigkeit
Künstlerische Beraterin und Seminarleiterin für die Landentwicklung Niederösterreich, Montessori-Werkstatt in der Wachau und die Pädagogische Akademie Niederösterreich.

## Auszeichnungen und Preise
| 1978 | Anerkennungspreis der NÖ Landesregierung für Kinderbuchillustration. |
| 1992 | Anerkennungspreis der NÖ Landesregierung für Organisation kultureller, spartenüberschreitender Veranstaltungen. |
| 2001 | Würdigungspreis der NÖ Landesregierung für grenzüberschreitende Projekte. |
|      | Zitat aus der Publikation "50 Jahre Kulturpreise in Niederösterreich": ... Irena Ráček arbeitet mit Erdfarben, hat Installationen in Erdställen und Höhlen gemacht. "Ich mag die Erde", so Rácek, und sie mag die Beschäftigung mit prähistorischen Zeiten. "Wir haben viele Jahrtausende gemeinsame Geschichte, und immer wird nur das Trennende, das 1918 begann, hervorgehoben." Diese gemeinsame, in der Erde schlummernde Geschichte macht Irena Ráček mit Kunstaktionen in Tschechien und Österreich sichtbar. Aktuell leitet sie das tschechisch-österreichische Projekt "Malen mit den Farben der Erde", welches vielschichtig mit dem Boden befasst – als unsere wichtigste Ressource, als Fundplatz der gemeinsamen Geschichte und als künstlerisches Material, das vor allem Kinder anspricht. |
| 2009 | Verleihung des Berufstitels Professorin. |

## Kataloge
- 7. Monstra Internazionale d´Illustrazione per l`Infanca (1989), Bologna.
- 8. Monstra Internazionale d´Illustrazione per l`Infanca (1990), Bologna.
- 11. Monstra Internazionale d´Illustrazione per l`Infanca (1993), Bologna.
- 11. Exposición Internacional de Illustraciones para Ninos (1994), Sevilla.
- Irena Ráček (1996), Niederösterreichisches Landesmuseum, Wien.
- Im Zeichen des Kreises (2000), Katalog zum int. Kunstsymposium, Schloss Wetzdorf.
- Terrea Arte (2002), Slowakische Vertretung in der EU, Brüssel.
- Künstler im Weinviertel (2005), Niederösterreichisches Kulturforum, St. Pölten.
- Atelier an der Donau (2006), Katalog zum int. Kunstsymposium, Pöchlarn.
- Tschechische Kunst im Exil (2010), Philosophische Fakultät der Palacký-Universität in Olomouc